# التيار الماركسي الأممي
التيار الماركسي لأممي (بالإنكليزية: International Marxist Tendency) واختصاراً (بالإنكليزية: IMT) حركة أممية تعتمد في تفسيرها للأزمات العالمية على المنطلق الماركسي وتتبع المنهج التروتسكي في تفسير الماركسية، أسسها الكاتب بريطاني من الأصول الجنوب إفريقية تيد غرانت وأنصاره بعد انفصالهم عن لجنة أممية العمال عام 1992. موقع التيار على الإنترنت يُحرر بواسطة آلان وودز وهو موقع متعدد اللغات ينشر مقالات تعتمد على المنظور الماركسي في تحليل المشاكل المجتمعية.
أعلن التيار الماركسي الأممي أنه سيعيد إطلاق نفسه تحت اسم الأممية الشيوعية الثورية في مدرسته العالمية للشيوعية في يونيو 2024.

## فروع التيار الماركسي الأممي

الدول التي تحوي على فروع للتيار الماركسي الأميي (باللون الأحمر)